# Frente Popular para la Liberación de Palestina
El Frente Popular para la Liberación de Palestina (FPLP; en árabe: الجبهة الشعبية لتحرير فلسطين Al-Ŷabha Aš-Šaʿbiyya li-Taḥrīr Filasṭīn) es una organización revolucionaria marxista-leninista laica de extrema izquierda fundada en 1967 por George Habash. Es la segunda organización más grande dentro de la Organización para la Liberación de Palestina (OLP), después de Fatah.
En las elecciones parlamentarias de Palestina de 2006 el FPLP presentó una lista bajo el nombre «Mártir Abu Ali Mustafa», ganando 3 de los 132 escaños en el Consejo Legislativo Palestino. Uno de los miembros elegidos fue el secretario general Ahmad Sa'adat, actualmente cumpliendo una sentencia de 30 años de prisión en Israel. Actualmente el FPLP considera ilegales tanto el gobierno liderado por Fatah en Cisjordania como el de Hamás en la Franja de Gaza debido a la ausencia de elecciones a la Autoridad Nacional Palestina desde 2006.
El FPLP es considerado una organización terrorista por Estados Unidos, Canadá, y la Unión Europea.

## Historia

### Origen

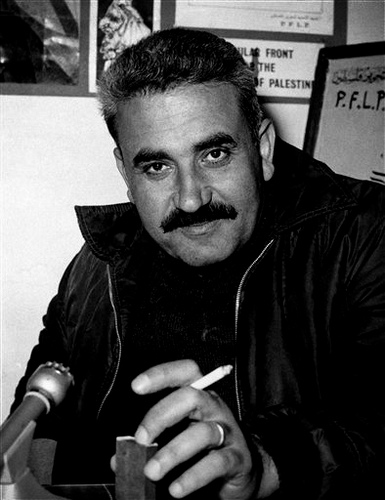
George Habash, un cristiano palestino, fue secretario general del FPLP en sus inicios. Estuvo influido por las ideas de Constantin Zureiq y Sati' al-Husri, nacionalistas árabes de las décadas de 1940 y 1950.

El doctor George Habash, un pediatra palestino residente en los campos de refugiados de Jordania, creó el Movimiento Nacionalista Árabe en 1953 como una organización panarabista. El MNA tuvo durante su existencia delegaciones en casi todos los países de Oriente Medio, además de una rama militar. El MNA arremetía duramente contra las monarquías árabes, especialmente Jordania, la cual calificaban de "capataz de los esclavos palestinos". En las décadas de 1950 y 1960, cayeron sendos regímenes monárquicos en Egipto, Irak y Yemen, que fueron sustituidos por repúblicas de carácter socialista, militarista y panarabista, dirigidas por oficiales militares como Gamal Abdel Nasser en Egipto, y Abdul Karim Qasim en Irak. Habash creyó que las monarquías árabes de Jordania y los estados del Golfo Pérsico (Kuwait, Emiratos Árabes Unidos, Catar y Baréin) estaban retardando la progresión del panarabismo sobre la base de sus "intereses mezquinos" y su "obsoleta manera de gobernar". 
Aunque su primer objetivo fue unir la nación árabe, Habash siempre se propuso luchar contra el Estado de Israel, que creía que era el obstáculo más grande en la lucha hacia la unidad entre los árabes. El movimiento respaldaba a Nasser, el presidente de Egipto, especialmente durante su proyecto panarabista de la República Árabe Unida (RAU), que formaban Egipto y Siria entre 1958 y 1961. Tras la caída de la RAU y de la derrota árabe en la guerra de los Seis Días, en junio de 1967, el MNA llegó a un punto de inflexión: seguir apoyando a los gobiernos de Egipto y Siria o iniciar una campaña independiente de lucha armada, sin instrucciones de Nasser.
Aunque los países del Bloque del Este nunca admitieron su apoyo al FPLP, a Fatah, ni a otras organizaciones palestinas, se sabe que en el caso del FPLP los gobiernos de esos países prestaron diferentes tipos de ayuda. El Dr. Wadi Haddad, por ejemplo, muy afín a la URSS, recibía atención médica en Polonia y Alemania Oriental (hay teorías según las cuales el Mosad trató asesinarlo con chocolates). Habash, Muhammad Oudeh («Abu Daoud»), y otros miembros del FPLP viajaron por los países del bloque socialista en varias ocasiones durante los años 1970s y 1980s. Pero la URSS y la mayor parte del Bloque Oriental apoyaron oficialmente a los palestinos en el marco de sus políticas externas. El auge de la alianza tuvo lugar en los años 1970s. Durante los años 1980s la URSS hizo esfuerzos para recomponer sus relaciones económicas con los Estados Unidos, y por eso disminuyó su apoyo financiero al FPLP y a los palestinos en general.

### Formación
El MNA tuvo células durmientes en numerosos países árabes como Libia, Arabia Saudí o Kuwait, este último aun bajo dominio colonial británico. Adoptó entonces los principios del secularismo y el socialismo, e impulsó la lucha armada. En colaboración con el Ejército por la Liberación de Palestina, el movimiento estableció en 1966 una rama militar que actuaba como un grupo de comandos. Tras la guerra de los Seis Días, este grupo se unió en agosto a otros dos, la Juventud Combatiente y el Frente para la Liberación de Palestina, dirigido por Ahmed Jibril. Entre todos fundaron al Frente Popular para la Liberación de Palestina (FPLP), con Habash como líder. 
Para principios de 1968 entrenaron entre 1000 y 3000 guerrilleros. Su cuartel general estaba situado en Siria, de donde provenía su apoyo financiero, y uno de sus campos de entrenamiento estaba situado en Jordania. En 1969 el FPLP se declaró como una organización marxista-leninista, aunque sin abandonar el panarabismo, ya que consideraba al conflicto palestino como parte de un levantamiento más amplio contra el imperialismo occidental. El FPLP publicó un diario, Al-Hadaf (traducible al castellano como "El Objetivo"), editado por Ghassan Kanafani (un escritor palestino, cofundador del FPLP que luego fue asesinado por el Mossad israelí en 1972).

### Divisiones
En ausencia de un programa político que contase con la aprobación de todos sus militantes, los miembros del grupo tenían varios orígenes, incluyendo a comunistas como Nayef Hawatmeh, panarabistas como Habash, y personas sin programa político concreto pero con mucho prestigio entre los militantes más jóvenes como Ahmed Jibril. 
En 1968 Jibril se escindió del FPLP, y creó el FPLP-Comando General, afirmando que el FPLP hablaba demasiado, pero no ejecutaba sus deberes militares contra Israel. Yibril quiso formar un grupo exclusivo de guerrilleros que habría de luchar contra Israel sin confundir a sus miembros con el marxismo. En 1969, Hawatmeh abandonó también el FPLP y formó el Frente Democrático por la Liberación de Palestina. Hawatmeh tenía una razón distinta para salir del FPLP que Jibril; pues creyó que el conflicto árabe-israelí era de clases, no de razas, y que el pueblo palestino tenía que abrazar el marxismo-leninismo para lograr el triunfo contra Israel. Luego dejó el FPLP en 1972 una facción más pequeña llamada el Frente Revolucionario Popular para la Liberación de Palestina formada por los izquierdistas que quedaban después de la salida de Hawatmeh. En 1975, Wadi Haddad, un militante del FPLP formó el FPLP-Maniobras Externas, un grupo extremista que desobedeció la orden de Habash de parar el secuestro de aviones. De todas estas facciones, todavía existen el FDLP y FPLP-CG, pero el FRPLP y FPLP-ME desaparecieron en los 70.

## Estrategia Habash
Habash creyó que el mayor problema para el pueblo palestino y su causa era la apatía e ignorancia entre los países del mundo occidental de su conflicto con Israel. Habash y sus seguidores decidieron montar una campaña de secuestros de vuelos internacionales en 1968. 

## Militantes

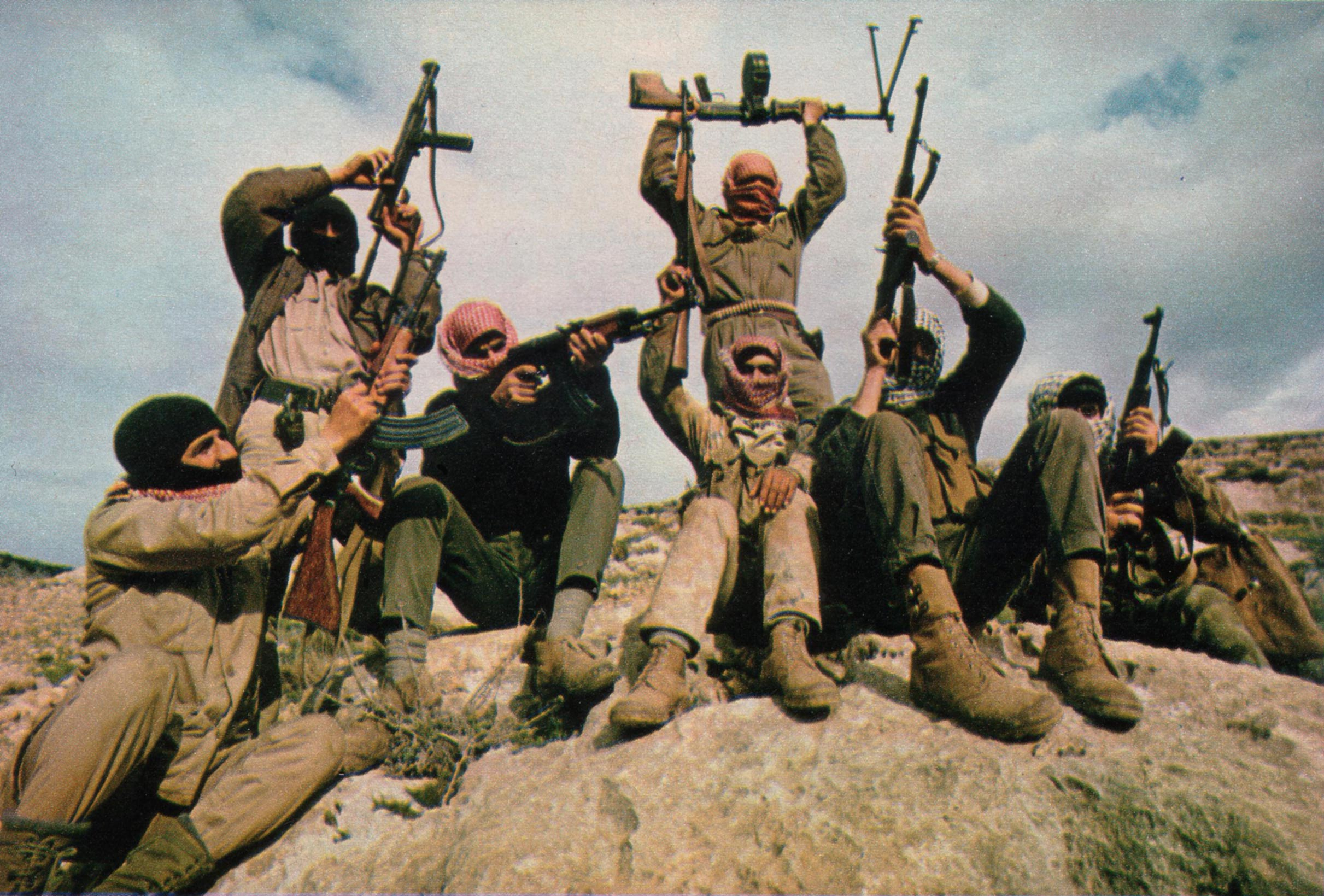
Una patrulla del FPLP en Jordania, 1969

Una parte de la estrategia de Habash era el reclutamiento de estudiantes palestinos exiliados en Europa, desde la facción del FPLP en la Unión General de Estudiantes Palestinos. La UGEP era un medio para que muchos palestinos pudieran encontrar apoyos con ciudadanos extranjeros, y establecer relaciones con grupos similares en Europa, como la Fracción del Ejército Rojo (RAF) en la República Federal Alemana o las Brigadas Rojas en Italia. Patrick Argüello, por ejemplo, era un ciudadano de Nicaragua (aunque también nacionalizado estadounidense). Además, los asaltos no fueron realizados solo por palestinos. Ejemplos de eso son la matanza del aeropuerto de Lod en 1972, llevada a cabo por parte del Ejército Rojo Japonés, o el secuestro del vuelo 139 de Air France el 27 de junio de 1976 por el grupo disidente FPLP-ME, con Brigitte Kuhlmann y Wilfried Böse, militantes de las alemanas Revolutionäre Zellen (Células Revolucionarias).

## Septiembre Negro
Los secuestros de Dawson Field fueron la última provocación de una serie de crímenes que perpetraron los guerrilleros palestinos en territorio jordano de manera ilegal y humillaron a Hussein de Jordania, que tenía una alianza con el Reino Unido y los Estados Unidos. El 16 de septiembre de 1970, Hussein declaró la ley marcial y comenzó una campaña en todo el país contra las fuerzas de Fatah, el FPLP y todos los grupos palestinos que actuaban en Jordania. La operación, conocida como Septiembre Negro, terminó la actividad de los militantes palestinos en Jordania, pero motivó la creación de la organización terrorista palestina del mismo nombre.

## Huida a Líbano
Casi todos los grupos armados establecidos en Jordania huyeron al sur del Líbano, formando una zona llamada Fatahland en la prensa mundial. Desde 1971, los guerrilleros establecieron un estado similar a lo que ocurría en Jordania hasta 1970, asaltando a civiles y militares en la frontera con Israel. Los grupos de mayor tamaño recibieron ayuda militar de países socialistas como la República Democrática Alemana.

## Juegos Olímpicos de Múnich
El 6 de septiembre de 1972 un grupo de ocho terroristas de Septiembre Negro, un grupo tapadera de Fatah y el FPLP, asaltaron el dormitorio de los atletas israelíes en la villa olímpica de Múnich. Fueron asesinados dos deportistas del equipo olímpico israelí y tomaron a otros nueve como rehenes. Tras permanecer bajo la mirada de la prensa mundial durante dos días, los terroristas negociaron con oficiales alemanes como Hans-Dietrich Genscher, que fuera ministro del Interior de la RFA y antiguo ministro de Asuntos Exteriores.
En una infructuosa operación para salvar a los rehenes en el aeropuerto de Furstenfeldbrück, cerca de la capital bávara, durante el transporte de los terroristas y los rehenes, los nueve israelíes, cinco terroristas, y un agente de la policía alemana fueron asesinados. La tragedia fue uno de los principales sucesos de 1972, además de una humillación para el gobierno alemán.
Aunque la afiliación de los terroristas se atribuye a Fatah, militantes del FPLP o de grupos relacionados como Muhammad Oudeh y Wadi Haddad ayudaron en las preparaciones o esquema del ataque. En las contraofensivas israelíes como la Operación Cólera de Dios (asesinatos selectivos por el Mossad) y la Fuente de Juventud (operación militar), el FPLP fue el objetivo prioritario del Mossad.

## Entebbe
El 27 de junio del 1976 terroristas de los Células Revolucionarias y el FPLP (o un grupo aliado del FPLP como FPLP-ME) secuestraron el Vuelo 139 de Air France que despegó de Atenas a París y lo desviaron hacia Libia. Luego el avión despegó rumbo Entebbe, Uganda, donde el presidente de aquel estado, el Mariscal Idi Amin los recibió con los brazos abiertos. Los secuestradores pidieron la liberación de cuarenta militantes de estos grupos encarcelados en Europa e Israel. Por una semana entera los rehenes esperaron en Entebbe bajo la observación del gobierno y con mucha cobertura de la prensa mundial, la que fue encantada por la conducta estrafalaria de Idi Amin. Los rehenes judíos y ciudadanos israelíes fueron separados de los otros, que habían liberado. Pero en la noche del 4 de julio comandos de Sayeret Matkal de las Fuerzas de Defensa Israelíes hicieron un asalto armado contra el aeropuerto y salvaron los rehenes. La operación, llamada Operación Entebbe, fue una derrota que humilló a los terroristas, especialmente a George Habash, él que no admitió el secuestro. El partido culpó del fiasco a Wadi Haddad, el cual sería censurado y luego expulsado del grupo después del fracaso.

## Paz y Civilidad
Después la publicación del Programa de los Diez Puntos en 1974 por el presidente de la OLP, Arafat, y su declaración ante la Asamblea General de la ONU indicando que la OLP estaba preparada para negociar con Israel, Habash y otros dirigentes de la OLP abandonaron la organización y formaron el Frente de Rechazo, que insistió en que la resistencia armada es la sola respuesta contra lo que consideran la ocupación del territorio palestino. El doctor Habash se hizo jefe del Frente de Rechazo, pero durante las décadas de 1970 y 1980, el frente estuvo dirigido desde Siria. Siria tuvo el predominio en Líbano. 

### Guerra civil libanesa
Durante la guerra civil libanesa (1976-1990), el FPLP trataba de mantener la neutralidad en las batallas entre los sirios y sus aliados contra Arafat, aunque organizaciones como as-Saika y el FPLP-CG ayudaron a Siria. El FPLP luchó contra Israel en la Operación Paz en Galilea al igual que otros grupos palestinos.

### Consultas deMadridyOslo
Durante la Primera Intifada (1987-91) cuadrillas del FPLP lucharon contra Israel en las ciudades de Cisjordania y la Franja de Gaza del lado de grupos similares que eran afiliados con Fatah y el movimiento de la resistencia islámica o Hamás. El FPLP no envió ningún dirigente ni siquiera representantes a la Conferencia de Paz de Madrid en 1991, y también en 1993 George Habash dirigió rechazar participar en los Acuerdos de Oslo. Pero en 1999 el grupo acordó detener la resistencia armada. En el consejo de la dirección de FPLP en 2000, Habash quedó en su puesto como secretario-general del FPLP. El nuevo jefe del grupo, Abu Ali Mustafa, regresó a la Autoridad Nacional Palestina, y estableció ramas zonales de la organización en las ciudades de Cisjordania y la Franja de Gaza. Pero la FPLP no reconoció el derecho de existir de Israel. Aunque el FPLP acordó negociar con Israel como miembros del gobierno palestino de Yasser Arafat y la OLP, el ala militar del FPLP no se disolvió. Esa situación era común en la ANP. Fatah, el grupo que negoció los acuerdos de Oslo con Israel, formó una milicia (Tanzim) aunque la existencia de grupos militares fuera de la policía eran una violación de los acuerdos.

## Políticas a largo plazo
La política del FPLP cambiaba poco durante los años. Dr. Habash escribió en la década de 1960 que un acuerdo de dos estados desde el río Jordán al Mediterráneo es inaceptable. Ahí hay otras políticas que restan desde la fundación de FPLP.
- Derecho al retorno: Es el derecho de cada refugio palestino que huyó del país en 1948 y de sus descendientes a regresar a su hogar ancestral. El derecho al retorno supone negar la legitimidad del Estado de Israel, y reclamar todo el territorio de Israel, y no solo los territorios que fueron conquistados en 1967, como parte de la tierra y de la nación palestina.

- Un estado secular y marxista. El FPLP, al contrario que los grupos islámicos Hamás y la Yihad Islámica, rechaza la precedencia del Islam como la religión estatal en el estado futuro de Palestina. George Habash y otros partisanos de FPLP eran cristianos árabes. La minoría cristiana entre los palestinos alrededor del mundo, y especialmente en Israel y Cisjordania, se opone a los extremistas musulmanes, y cree en un estado secular. El FPLP en particular cree en un estado del modelo soviético.
- Panarabismo. FPLP creció en la parte final de la popularidad del nasserismo, un movimiento en favor de un estado unido de los pueblos árabes, y además contra los regímenes conservadores en Arabia Saudí y Jordania. La idea del panarabismo permanece en el programa del FPLP, a pesar del hecho de que casi todos sus homólogos panarabistas en el mundo árabe fracasaron y se disolvieron.

Los Acuerdos de Oslo, en la mente de Habash fueron una traición de Arafat, como el Programa de los Diez Puntos en 1974. Arafat en aquellos tiempos dijo que el Programa era por la liberación de Palestina en fases. En 1993, por lo menos al mundo, Arafat declaró que Oslo es el inicio de la paz dentro de dos estados (y al público palestino insistió en que es una parte de la lucha armada para liberar la entera tierra de Palestina). Cuando acordó negociar con Israel en 1999, el FPLP concilió con la política de Arafat de liberación en fases. El FPLP cree en un estado unido en Palestina, donde que los judíos y árabes son iguales.

## Al-Aqsa
En septiembre de 2000 las negociaciones entre Israel y la OLP fracasaron, y los militantes palestinos decidieron reiniciar la lucha armada contra Israel. Todos los grupos armados, Fatah, Hamás, el FPLP atacaron objetivos militares israelíes. El FPLP hizo una campaña de coches bomba en ciudades israelíes como Jerusalén, Or Yehuda/Yehud y Haifa. Abu Ali Mustafa, el jefe del FPLP decidió asaltar objetivos más allá de la "línea verde" entre "Israel" y Cisjordania, y llamó al pueblo a liberar toda la tierra histórica de Palestina. El 27 de agosto de 2001, fue asesinado en su oficina en Ramala por un helicóptero de la aeronáutica israelí. Su sucesor fue Ahmad Sa'adat, que ordenó el asesinato del ministro de turismo israelí Rehavam Ze'evi el 17 de octubre de 2001 por venganza del asesinato de Abu Ali Mustafa. 
El ala militar del FPLP se llama desde 2001 las Brigadas del Mártir Abu Ali Mustafa y su ala política se llama Lista del Mártir Abu Ali Mustafa. Ahmad Sa'adat huyó tras el asesino a la Mukata, un recinto bien defendido en Ramala donde se encuentran los edificios de gobierno como la oficina de Arafat. Los ejecutores se refugiaron en la Basílica de la Natividad en Belén. Los israelíes cercaron el barrio y lo destruyeron por fases hasta que Arafat acordó encarcelar a Sa'adat en Jericó, bajo la observación de carceleros británicos y estadounidenses. Los asesinos de Ze'evi también fueron encarcelados con él. El 14 de marzo de 2006, fuerzas especiales del ejército israelí detuvieron a Sa'adat y los asesinos de Ze'evi. Sa'adat todavía es el jefe del FPLP, pues el líder del grupo fuera de la cárcel no es conocido por el público.

## Perfil de miembro
Los cristianos palestinos siempre tomaron parte en organizaciones militantes, pero el FPLP fue la primera con miembros dirigentes cristianos. El FDLP fue dirigido por el cristiano Nayef Hawatmeh. En las ciudades cisjordanas de Belén y Ramala, donde vive la mayoría de la población cristiano-palestina se encuentra el mayor apoyo al FPLP. Esta organización aglutina desde obreros hasta palestinos ricos. Un detalle importante es que las mujeres militan con mayores cotas de igualdad en el FPLP que en el resto de los grupos, y hay muchas guerrilleras en las Brigadas del Mártir Abu Ali Mustafa.

## En el Gobierno
El FPLP no tomó parte en la primera elección por el Consejo Legislativo Palestino (CLP), el parlamento palestino, en 1996 porque se opuso los Acuerdos de Oslo, pero permanecía en el Consejo Ejecutivo en la OLP, el grupo que dirige las negociaciones con Israel. En 2006 el FPLP tomó parte en las elecciones al CLP y recibió dos asientos. La rama política del Frente Popular es la Lista del Mártir Abu Ali Mustafa, y el jefe es Sa'adat que como otros consejeros palestinos es encarcelado en Israel. 